# 大坪元雄
大坪 元雄（おおつぼ もとお、1940年11月23日 - ）は、おもに関西地方を中心に活動する競馬評論家。

## 人物・経歴
東京府東京市牛込区（現・東京都新宿区）生まれ。
遠戚にホースニュース・馬のオーナーがいた縁で1958年に同社へ入社。1958年9月、同社の関西進出に伴い異動。1964年に東京へ戻ってから本紙予想を任される。その後競馬ブックに移籍し同社のトラックマンを経て、2011年現在はフリー。ただし新聞関係は引き続き競馬ブックと専属契約を結ぶ。
長らくラジオNIKKEI（旧・ラジオたんぱ）毎週土曜日午後の『中央競馬実況中継・第2放送（現在は同題名第2部）』と、関西テレビ『DREAM競馬』（旧題・ドリーム競馬）のメイン解説を務め、JRAが大レース前に場内放送する調教ビデオ（関西開催のものに限る）の解説も担当。とくに関西テレビには1969年より出演し、2009年に『DREAM競馬』終了に伴い降板するまで、40年近いキャリアとなっていた（出演開始は杉本清が八大競走の実況担当になったのと同時期）。
2010年は東海テレビ制作分の『競馬BEAT』でスタジオ担当の解説者として東海地区限定で出演。3月28日の高松宮記念当日はBSフジ競馬中継を通じて全国放送された。かつてはラジオNIKKEIや、JRA施設内で流す調教ビデオでの解説も担当していた。
かつては馬券で月給やボーナスを1日で使い切ることもあったが、予想家としての「手応えのある立場」を意識するようになってからは買わなくなった。競馬雑誌のインタビューでは、馬券を買うことを前提とした予想を行うと予想にブレが生じるため、購入しない主義であると語った。一方で新人の実況アナウンサーに対して「100円、1枚でも良いから、馬券を買って本番に臨んでみなさい。そのほうが絶対にうまくなりますよ」とアドバイスしているというエピソードもある。

## 主な的中例
- 1975年宝塚記念 - ナオキ